# Noreen Stevens
Noreen Stevens (nascuda el 1962) és una dibuixant canadenca, que va crear i escriure la tira còmica lèsbica The Chosen Family.
Stevens es va criar a Ontario, Canadà. Es va graduar a la Universitat de Manitoba amb una llicenciatura en disseny d'interiors el 1985. Després de graduar-se, va començar a treballar en una tira còmica titulada "Local Access Only" per a la seva publicació al diari de la universitat: The Manitoban. El 1987, va crear The Chosen Family i va començar a produir tires quinzenals per a diaris i revistes LGBTQ+ al Canadà, els EUA, al Regne Unit i Austràlia, inclòs Xtra!, Swerve, Herizons, Chicago Outlines i The Washington Blade. Les tires de Stevens també van aparèixer a The Body Politic, Ms., Gay Comix i diverses antologies feministes i LGBTQ+. Stevens va retirar la tira el 2004 després de produir gairebé 400 lliuraments de semi-serialització.
De 1993 a 1995, Stevens va ser propietària i gerent de la Winona's Coffee and Ice, la primera cafeteria gai i lesbiana de Winnipeg. L'any 2003, Stevens i la seva parella, Jill Town, van ser la primera parella del mateix sexe a Manitoba que va adoptar conjuntament dos nens que havien acollit des del naixement. La seva experiència d'adopció es va presentar en un episodi del 2009 de la sèrie Adoption Stories de Discovery Health Channel.